# Loglan 82
Loglan'82 – uniwersalny obiektowy język programowania, stworzony w Instytucie Informatyki Uniwersytetu Warszawskiego w latach 1977–1982 przez zespół kierowany przez Andrzeja Salwickiego.

## Cechy i autorzy
Składnia języka wzoruje się na Pascalu. Semantyka zawiera konstrukcje klasyczne oferowane przez języki z rodziny Algol oraz nowsze: klasy i dziedziczenie klas, współbieżność i obsługa wyjątków. Zawiera m.in. do dziś zapomniane rozwiązanie problemu wiszących referencji opracowane przez Antoniego Kreczmara. W 1988 Bolesław Ciesielski zaproponował i zrealizował własną koncepcję obiektów aktywnych. Narzędziem (obiektowym) komunikacji i synchronizacji obiektów – procesów jest obce wywołanie metody innego obiektu. Koncepcja ta wyróżnia się ponadto ujednoliceniem formy postaci programów współbieżnych i rozproszonych. Autorem maszyny wirtualnej Loglanu 82 był Antoni Kreczmar.
Wśród współtwórczyń Loglanu 82 znajdowały się, m.in.: Hanna Oktaba, Wiesława Bartol, Danuta Szczepańska-Wasersztrum.
Język Loglan'82 nie ma związku z mówionym językiem sztucznym loglan.
Loglan'82 charakteryzuje się szeregiem innowacyjnych cech, które odróżniają go od innych języków programowania. Jedną z kluczowych właściwości jest możliwość formalnej specyfikacji programów, umożliwiająca precyzyjne definiowanie założeń oraz efektów działania algorytmów. Język ten posiada silne typowanie, co pozwalało na wykrywanie i eliminowanie wielu błędów na etapie kompilacji. Jest on również zaprojektowany z myślą o obsłudze współbieżności, dzięki czemu nadaje się do implementacji systemów wielozadaniowych. Pomimo że w latach 80. programowanie obiektowe nie było jeszcze powszechnie stosowane, Loglan'82 zawierał pewne jego elementy, co świadczyło o jego nowatorskim charakterze.

## Przykłady programów napisanych w języku Loglan'82
Loglan'82 jest wykorzystywany do implementacji różnych algorytmów i struktur obliczeniowych, zarówno prostych, jak i bardziej zaawansowanych. Wśród przykładów programów napisanych w tym języku znajdują się:
- Bisekcja – algorytm służący do znajdowania pierwiastków funkcji metodą połowienia przedziału.
- Potęgowanie binarne – efektywna metoda obliczania potęg liczby w czasie logarytmicznym.
- Sortowanie bąbelkowe – klasyczny algorytm sortowania, polegający na wielokrotnym porównywaniu i zamianie sąsiednich elementów.
- Sortowanie przez wstawianie (insertionsort) – algorytm porządkujący dane poprzez sukcesywne wstawianie elementów w odpowiednie miejsce.
- Iloczyn skalarny – operacja matematyczna stosowana w algebrze liniowej, pozwalająca na obliczanie wartości liczbowej dwóch wektorów.
- Mnożenie macierzy – podstawowa operacja algebraiczna wykorzystywana w obliczeniach numerycznych i analizie danych.